# Grand Prix Formule 1 van Groot-Brittannië 2008
De Grand Prix Formule 1 van Groot-Brittannië 2008 werd gehouden van 4 tot 6 juli 2008 op Silverstone.

## Kwalificatie
| Positie | Nummer | Naam                 | Team                | Q1       | Q2       | Q3        | Grid |
| ------- | ------ | -------------------- | ------------------- | -------- | -------- | --------- | ---- |
| 1       | 23     | Heikki Kovalainen    | McLaren-Mercedes    | 1:19.957 | 1:19.597 | 1:21.049  | 1    |
| 2       | 10     | Mark Webber          | Red Bull-Renault    | 1:20.982 | 1:19.710 | 1:21.554  | 2    |
| 3       | 1      | Kimi Räikkönen       | Ferrari             | 1:20.370 | 1:19.971 | 1:21.706  | 3    |
| 4       | 22     | Lewis Hamilton       | McLaren-Mercedes    | 1:20.288 | 1:19.537 | 1:21.835  | 4    |
| 5       | 3      | Nick Heidfeld        | BMW Sauber          | 1:21.022 | 1:19.802 | 1:21.873  | 5    |
| 6       | 5      | Fernando Alonso      | Renault             | 1:20.998 | 1:19.992 | 1:22.029  | 6    |
| 7       | 6      | Nelson Piquet jr.    | Renault             | 1:20.818 | 1:20.115 | 1:22.491  | 7    |
| 8       | 15     | Sebastian Vettel     | Toro Rosso-Ferrari  | 1:20.318 | 1:20.109 | 1:23.251  | 8    |
| 9       | 2      | Felipe Massa         | Ferrari             | 1:20.676 | 1:20.086 | 1:23.305  | 9    |
| 10      | 4      | Robert Kubica        | BMW Sauber          | 1:20.444 | 1:19.788 | geen tijd | 10   |
| 11      | 9      | David Coulthard      | Red Bull-Renault    | 1:21.224 | 1:20.174 |           | 11   |
| 12      | 12     | Timo Glock           | Toyota              | 1:20.893 | 1:20.274 |           | 12   |
| 13      | 14     | Sébastien Bourdais   | Toro Rosso-Ferrari  | 1:20.584 | 1:20.531 |           | 13   |
| 14      | 11     | Jarno Trulli         | Toyota              | 1:21.145 | 1:20.601 |           | 14   |
| 15      | 8      | Kazuki Nakajima      | Williams-Toyota     | 1:21.407 | 1:21.112 |           | 15   |
| 16      | 17     | Rubens Barrichello   | Honda               | 1:21.512 |          |           | 16   |
| 17      | 16     | Jenson Button        | Honda               | 1:21.631 |          |           | 17   |
| 18      | 7      | Nico Rosberg         | Williams-Toyota     | 1:21.668 |          |           | 20   |
| 19      | 20     | Adrian Sutil         | Force India-Ferrari | 1:21.786 |          |           | 18   |
| 20      | 21     | Giancarlo Fisichella | Force India-Ferrari | 1:21.885 |          |           | 19   |

## Race
| Positie | Nummer | Coureur              | Team                | Rondes | Tijd/Oorzaak uitval | Startplaats | Punten |
| ------- | ------ | -------------------- | ------------------- | ------ | ------------------- | ----------- | ------ |
| 1       | 22     | Lewis Hamilton       | McLaren-Mercedes    | 60     | 1:39:09.440         | 4           | 10     |
| 2       | 3      | Nick Heidfeld        | BMW Sauber          | 60     | +1:08.577           | 5           | 8      |
| 3       | 17     | Rubens Barrichello   | Honda               | 60     | +1:22.273           | 16          | 6      |
| 4       | 1      | Kimi Räikkönen       | Ferrari             | 59     | +1 ronde            | 3           | 5      |
| 5       | 23     | Heikki Kovalainen    | McLaren-Mercedes    | 59     | +1 ronde            | 1           | 4      |
| 6       | 5      | Fernando Alonso      | Renault             | 59     | +1 ronde            | 6           | 3      |
| 7       | 11     | Jarno Trulli         | Toyota              | 59     | +1 ronde            | 14          | 2      |
| 8       | 8      | Kazuki Nakajima      | Williams-Toyota     | 59     | +1 ronde            | 15          | 1      |
| 9       | 7      | Nico Rosberg         | Williams-Toyota     | 59     | +1 ronde            | 20          |        |
| 10      | 10     | Mark Webber          | Red Bull-Renault    | 59     | +1 ronde            | 2           |        |
| 11      | 14     | Sébastien Bourdais   | Toro Rosso-Ferrari  | 59     | +1 ronde            | 13          |        |
| 12      | 12     | Timo Glock           | Toyota              | 59     | +1 ronde            | 12          |        |
| 13      | 2      | Felipe Massa         | Ferrari             | 58     | +2 rondes           | 9           |        |
| Ret     | 4      | Robert Kubica        | BMW Sauber          | 39     | Spin                | 10          |        |
| Ret     | 16     | Jenson Button        | Honda               | 38     | Spin                | 17          |        |
| Ret     | 6      | Nelson Piquet jr.    | Renault             | 35     | Spin                | 7           |        |
| Ret     | 21     | Giancarlo Fisichella | Force India-Ferrari | 16     | Spin                | 19          |        |
| Ret     | 20     | Adrian Sutil         | Force India-Ferrari | 10     | Spin                | 18          |        |
| Ret     | 15     | Sebastian Vettel     | Toro Rosso-Ferrari  | 0      | Aanrijding          | 8           |        |
| Ret     | 9      | David Coulthard      | Red Bull-Renault    | 0      | Aanrijding          | 11          |        |

## Wetenswaardigheden
- Titelfavoriet Felipe Massa spinde vijfmaal in deze race. Massa presteerde dit ook in dezelfde GP in 2002.

## Statistieken
| Snelste ronde | Kimi Räikkönen | Ferrari | 1:32.150 |

## Noot
- Dit was de eerste pole position voor Heikki Kovalainen.
- Tiende podiumplaats voor Nick Heidfeld.

1926 · 1927 · 1948 · 1949 · 1950 · 1951 · 1952 · 1953 · 1954 · 1955 · 1956 · 1957 · 1958 · 1959 · 1960 · 1961 · 1962 · 1963 · 1964 · 1965 · 1966 · 1967 · 1968 · 1969 · 1970 · 1971 · 1972 · 1973 · 1974 · 1975 · 1976 · 1977 · 1978 · 1979 · 1980 · 1981 · 1982 · 1983 · 1984 · 1985 · 1986 · 1987 · 1988 · 1989 · 1990 · 1991 · 1992 · 1993 · 1994 · 1995 · 1996 · 1997 · 1998 · 1999 · 2000 · 2001 · 2002 · 2003 · 2004 · 2005 · 2006 · 2007 · 2008 · 2009 · 2010 · 2011 · 2012 · 2013 · 2014 · 2015 · 2016 · 2017 · 2018 · 2019 · 2020 · 2021 · 2022 · 2023 · 2024 · 2025 · 2026 · 2027 · 2028 · 2029 · 2030 · 2031 · 2032 · 2033 · 2034